# Logika biznesowa
Logika biznesowa (algorytmy biznesowe) – wdrożenie procesów stosowanych w firmie w zakresie oprogramowania wspierającego działanie tej firmy lub zarządzanie nią (np. zasobami przedsiębiorstwa, relacjami z klientem, dostawami, stanem magazynowym produktów itp.). Logika biznesowa występuje zwykle w dużych systemach gdzie dane są dostarczane przez inne systemy funkcjonujące w organizacji. Jest spójna z procesami zachodzącymi w organizacji i niejako odzwierciedla je.
Logika biznesowa jest nieodłącznym elementem funkcjonowania systemów ERP (ang. Enterprise Resource Planning), SCM (ang. Supply Chain Management) czy PLM (ang. Product Lifecycle Management).